# Heinrich Graefe
Heinrich Graefe, född 3 mars 1802 i Buttstädt, död 21 juli 1868 i Bremen, var en tysk pedagog. 
Graefe blev 1825 rektor vid stadsskolan i Jena, 1840 tillika extra ordinarie professor i pedagogik vid Jena universitet och 1842 rektor för borgarskolan i Kassel. För en skrift, Der Verfassungskampf in Kurhessen, dömdes han (1852) till ett års fästning, begav sig efter avtjänat straff till Schweiz, där han i Genève inrättade en ny läroanstalt. År 1855 kallades han till rektor för borgarskolan i Bremen. Graefe utgav en stor mängd pedagogiska skrifter, till exempel Allgemeine Pädagogik (1845), Die deutsche Volksschule (1847; tredje upplagan 1878), hans huvudarbete, och Archiv für das praktische Volksschulwesen (1828–35).